# Эспехо, Аким Михайлович
Аким (Еким, Яким) Михайлович Эспехо (1792—1847) — генерал-майор, Имеретинский управляющий, Кутаисский военный и гражданский губернатор.

## Биография
Родился в 1792 году и происходил из испанских дворян Гренады.
Первоначально находился на испанской службе, а затем 23 января 1818 года, в чине штабс-капитана, перевёлся в Россию и был зачислен поручиком в корпус инженеров путей сообщения, с прикомандированием к инспектору института генерал-лейтенанту Бетанкуру для работ по устройству ярмарки в Нижнем Новгороде.
Через год, 7 апреля 1819 года, он был произведён в капитаны, 4 декабря пожалован в майоры, 14 октября 1820 года получил назначение состоять при главном управлении Путей сообщения для особых поручений, а 12 января 1823 года командирован для производства работ по Троицкому водопроводу.
28 июня того же года Эспехо был произведён в подполковники. В этом чине в 1827 году он был послан в действующий отряд войск против персов; ему поручено было устройство укреплённого лагеря при селении Карабабы, затем, находясь в авангардном отряде генерал-лейтенанта князя Эристова для разрабатывания дороги от Нахичевани до Тавриза, Эспехо исполнял должность обер-квартирмейстера этого отряда. 15 сентября он получил отряд для наблюдения за движением персидской армии и находился в перестрелке с неприятелем при переходе через Аракс в Кайгач, а 16-го числа — при взятии лагеря у деревни Назан. Следуя к Дарадазскому ущелью в авангарде генерал-майора Панкратьева, Эспехо участвовал в занятии ущелья и очищении его от неприятеля. Затем находился при взятии города Маранды и занятии Тавриза, за что был пожалован орденом св. Анны 2-й степени. В конце 1827 года и в начале 1828 он был командирован для разрабатывания дороги из Тавриза до Асландузского брода на Араксе и Туркменчая, для постройки мостов через реки Аджичай, Агар и Аракс и для разрабатывания новой кратчайшей дороги для следования транспортов от Тифлиса через Мокрую гору до укрепления Гумры.
7 мая 1828 г. приказом по Отдельному Кавказскому корпусу Эспехо был назначен заведующим инженерной частью войск в войну, открывшуюся против турок. В авангарде графа Паскевича он перешел из Гумров к крепости Карс, принимая участие в перестрелке с неприятельской кавалерией, в усиленной рекогносцировке крепости и во взятии турецких шанцев; затем, исправляя должность начальника инженеров при постройке осадных работ во время осады Карса, находился при взятии его штурмом, за что был пожалован чином полковника. В августе того же года Эспехо руководил осадными работами при взятии Ахалцихской цитадели; находился в экспедиции князя Вадбольского к крепости Ацхур и при занятии её, после чего по приказанию Паскевича был командирован с пехотным батальоном для укрепления новой дороги от Ахалцыха до мостового укрепления по Боржомскому ущелью и постройки двух переправ через реку Куру, а в ноябре месяце производил работы по устройству Тифлисского верёвочного моста.
В январе 1829 г. Эспехо был командирован для исправления дороги к Боржомскому ущелью до крепости Ацхур, для построения нового мостового укрепления, называемого Страшным окопом и двух понтонных мостов; в том же году, находясь в войсках, посланных под предводительством генерал-майора Муравьёва на помощь осажденной крепости Ахалцых, он участвовал в преследовании неприятеля, занимавшего переправу через реку Куру у горы Инчи, при взятии приступом укреплённого лагеря Гагки-паши и Мустафы-паши при урочище Милли-Дюз и совершенном здесь уничтожении неприятеля; затем Эспехо участвовал в занятии крепости Гасан-Кале, высоты Топ-Даг и крепости и города Эрзерум, после чего был назначен директором всех инженерных работ.
В конце 1829 г. Эспехо представил начальству проект постройки новой крепости для большей безопасности города, устроил казармы для зимнего расквартирования гарнизона, госпиталь, карантин и провел зимнюю дорогу от Эрзерума до Карса. В 1831 г. Эспехо был пожалован наследником персидского престола Аббас-Мирзою орденом Льва и Солнца 2-й степени с алмазами за участие при заключении мирного Туркманчайского трактата.
Летом 1833 г. он заведовал устроением крепостей Новые Закаталы и Белоканы и учреждением Лезгинской кордонной линии. Ведя отчётность по этим работам, Эспехо вместе с тем на время отсутствия областного начальника исполнял его должность. 10 октября того же года он был назначен в Тифлисскую губернскую строительную комиссию; в 1834 г. находился в командировке для осмотра артезианских колодцев в Одессе и Крыму; 2 декабря 1835 г. был пожалован в генерал-майоры, в 1837 г. участвовал в экспедиции, снаряжённой для покорения Цебельды, занятия мыса Адлер (Константиновского) и возведения на нём укрепления; затем находился при уничтожении четырёх аулов в окрестностях деревни Антыпырь, при занятии десантным отрядом мыса Адлер под сильным неприятельским огнём, продолжавшимся весь день, при отражении атаки горцев, произведенной на левый фланг русских аванпостов, прикрывавших лагерь, и при преследовании неприятеля на левом берегу реки Мдзымши. 10 марта того же года Эспехо был назначен управляющим Имеретией, а в ноябре переведён в Генеральный штаб с оставлением при прежней должности.
В 1841 г., по случаю упразднения должности управляющего Имеретией, он находился при департаменте Генерального штаба, а в октябре 1844 г. Высочайшим повелением был командирован в Одессу для заведования частью Генерального штаба при войсках 5-го пехотного корпуса, оставшихся в Новоросии от похода на Кавказ.
В 1847 г. Эспехо был назначен Кутаисским военным губернатором и управляющим гражданской частью. 26 ноября того же года императором Николаем I был подписан указ о награждении Эспехо орденом св. Георгия 4-й степени за беспорочную выслугу (№ 7731 по кавалерскому списку Григоровича — Степанова), но сам Эспехо орден получить не успел, поскольку уже 30 ноября скончался.
Его брат, Михаил Михайлович Эспехо, также служил в русской императорской армии.